# Karla Souza
Karla Olivares Souza (* 11. prosince 1985, Ciudad de México, Mexiko) je mexická herečka. Nejvíce se proslavila rolí Laurel Castillo v seriálu stanice ABC Vražedná práva.

## Životopis
Narodila se v Ciudad de México v Mexiku. Do 8 let žila v Aspenu v Coloradu. Herectví studovala na Centro de Educación Artística, slavná herecká škola v Mexico City. Navštěvovala hereckou školu ve Francii a absolvovala kurz v Moskvě v Rusku. V roce 2008 získala titul na Central School of Speech and Drama v Londýně. Ve 22 letech se vrátila do Mexico City a začala hrát v televizi a ve filmech.

## Kariéra
V roce 2009 přišla její první role a to v mexické telenovele Verano de amor, později si zahrála v mexických sit-comech Los Héroes del Norte a La Clinica. Mezi její filmové role patří Dámičky v sekáči (2011), Smetánka v bryndě (2013) a Bez návodu (2013).
V roce 2014 se přestěhovala do Los Angeles. Byla obsazena do role studentky práva Laurel Castillo v seriálu Shondy Rhimes Vražedná práva, který vysílala stanice ABC.

## Osobní život
Mluví plynně španělsky, anglicky a francouzsky.
V prosince 2013 se zasnoubila s Marshall Trenkmannem. Pár se vzal v květnu 2014 v Kalifornii. V roce 2018 se jim narodila dcera Gianna. V červnu roku 2020 se jim narodil syn Luka.

## Filmografie
| Rok  | Název                       | Role                     | Poznámky |
| ---- | --------------------------- | ------------------------ | -------- |
| 1993 | Osudný svah v Aspenu        | Kimblery                 |          |
| 2010 | El efecto tequila           | Ana Luisa                |          |
| 2011 | Dámičky v sekáči            | Lucy                     |          |
| 2012 | Sueva patria                | Roxana Robledo           |          |
| 2013 | 31 dias                     | Mayra                    |          |
| 2013 | Me Late Chocolate           | Moni                     |          |
| 2013 | Smetánka v bryndě           | Bárbara Noble            |          |
| 2013 | Bez návodu                  | Jackie                   |          |
| 2014 | El Crimen del Cácaro Gumaro | Manažerka Supper Burrows |          |
| 2015 | Sundown                     | Ashley Lopez             |          |
| 2016 | ¿Qué culpa tiene el niño?   | Maru                     |          |
| 2017 | Everybody Loves Somebody    | Clara Barron             |          |
| 2018 | There Are No Saints         | Collie                   |          |
| 2019 | Jacob's Ladder              | Annie/Angel              |          |
| 2020 | Noční návštěva              | Jay                      |          |
| 2022 | Voy a pasármelo bien        | Layla                    |          |
| 2022 | Denní směna                 | Audrey San Fernando      |          |

| Rok        | Název                | Role                 | Poznámky                                                    |
| ---------- | -------------------- | -------------------- | ----------------------------------------------------------- |
| 2008       | Terminales           | Vanessa              | díl: „Espejismos“                                           |
| 2009       | Verano de amor       | Dana Villalba Duarte | Telenovela, 120 dílů                                        |
| 2010       | Město ztracených     | Dosette              | díl: „And Then There Was One“                               |
| 2010-11    | Los Héroes del Norte | Prisca               | hlavní role, 14 dílů                                        |
| 2012       | La Clinica           | Maripily Rivadeneyra | díl 1.1                                                     |
| 2014–2020  | Vražedná práva       | Laurel Castillo      | hlavní role (1.–5. řada), hostující role (6. řada), 78 dílů |
| 2020       | El Presidente        | Lisa Harris          | hlavní role, 8 dílů                                         |
| 2021–dosud | Home Economics       | Marina               |                                                             |

## Ocenění a nominace
| Rok  | Ocenění                                 | Kategorie                                   | Práce                     | Výsledek  |
| ---- | --------------------------------------- | ------------------------------------------- | ------------------------- | --------- |
| 2012 | Premios ACE                             | nejlepší nová herečka                       | Sueva patria              | vítězství |
| 2013 | Pantalla de Cristal Film Festival Award | nejlepší herečka                            | Smetánka v bryndě         | vítězství |
| 2013 | Diosas de Plata Award                   | nejlepší herečka                            | Smetánka v bryndě         | vítězství |
| 2017 | Mexican Cinema Journalists              | nejlepší herečka                            | ¿Qué culpa tiene el niño? | nominace  |
| 2017 | Premios Canacine Awards                 | nejlepší herečka                            | Everybody Loves Somebody  | nominace  |
| 2018 | Imagen Award                            | nejlepší seriálová herečka ve vedlejší roli | Zrození národa            | nominace  |
| 2018 | Mexican Cinema Journalists              | nejlepší herečka                            | Everybody Loves Somebody  | nominace  |